# Лексикографические предпочтения
Лексикографические предпочтения — отношение предпочтения, в соответствии с которым выбор осуществляется последовательным сравнением количества благ, входящих в набор. Если количество блага {\displaystyle i} в наборе {\displaystyle A} больше, чем в {\displaystyle B}, то агент выбирает {\displaystyle A}. В противном случае сравниваются количества блага {\displaystyle i+1}. Лексикографические предпочтения получили своё название из-за сходства с порядком слов в словаре. Математически такие предпочтения есть ничто иное, как лексикографический порядок (бинарное отношение) на множестве альтернатив.

## Формальное определение
Пусть множество альтернатив это вектор в пространстве {\displaystyle \mathbb {R} ^{L},\,X\in \mathbb {R} ^{L}} и пусть {\displaystyle x,y\in X}. Тогда {\displaystyle x\succsim y}, если
 {\displaystyle (x_{1}>y_{1})\,\lor \,(x_{1}=y_{1},\,x_{2}>y_{2})\,\lor ...\,\lor (x_{L}=y_{L})} 

## Свойства
1. Лексикографические предпочтения являются рациональными, то есть удовлетворяют аксиомам полноты и транзитивности.
2. Лексикографические предпочтения являются монотонными.
3. Лексикографические предпочтения являются выпуклыми.
4. Лексикографические предпочтения не являются непрерывными и поэтому непредставимы с помощью функции полезности.
5. Кривая безразличия для таких предпочтений состоит из единственной точки, а сама карта это множество точек в пространстве альтернатив.